# Sarzay
Sarzay ist eine französische Gemeinde mit 300 Einwohnern (Stand: 1. Januar 2022) im Département Indre in der Region Centre-Val de Loire; sie gehört zum Arrondissement La Châtre und zum Kanton Neuvy-Saint-Sépulchre. Die Einwohner werden Sarzayens genannt.

## Geographie
Sarzay liegt etwa 35 Kilometer südöstlich von Châteauroux. Das Gemeindegebiet wird vom Fluss Vauvre und seinem Zufluss Couarde durchquert. Nachbargemeinden von Sarzay sind Montipouret im Norden, Nohant-Vic im Nordosten, Montgivray im Osten, Südosten, Chassignolles im Süden, Fougerolles im Westen und Südwesten sowie Tranzault im Nordwesten.

## Bevölkerungsentwicklung
| Jahr                      | 1962 | 1968 | 1975 | 1982 | 1990 | 1999 | 2006 | 2013 |
| Einwohner                 | 421  | 379  | 343  | 320  | 319  | 319  | 318  | 324  |
| Quelle: Cassini und INSEE |      |      |      |      |      |      |      |      |

## Sehenswürdigkeiten
- Kirche Saint-Pierre
- Burg Sarzay aus dem 15./16. Jahrhundert, Monument historique

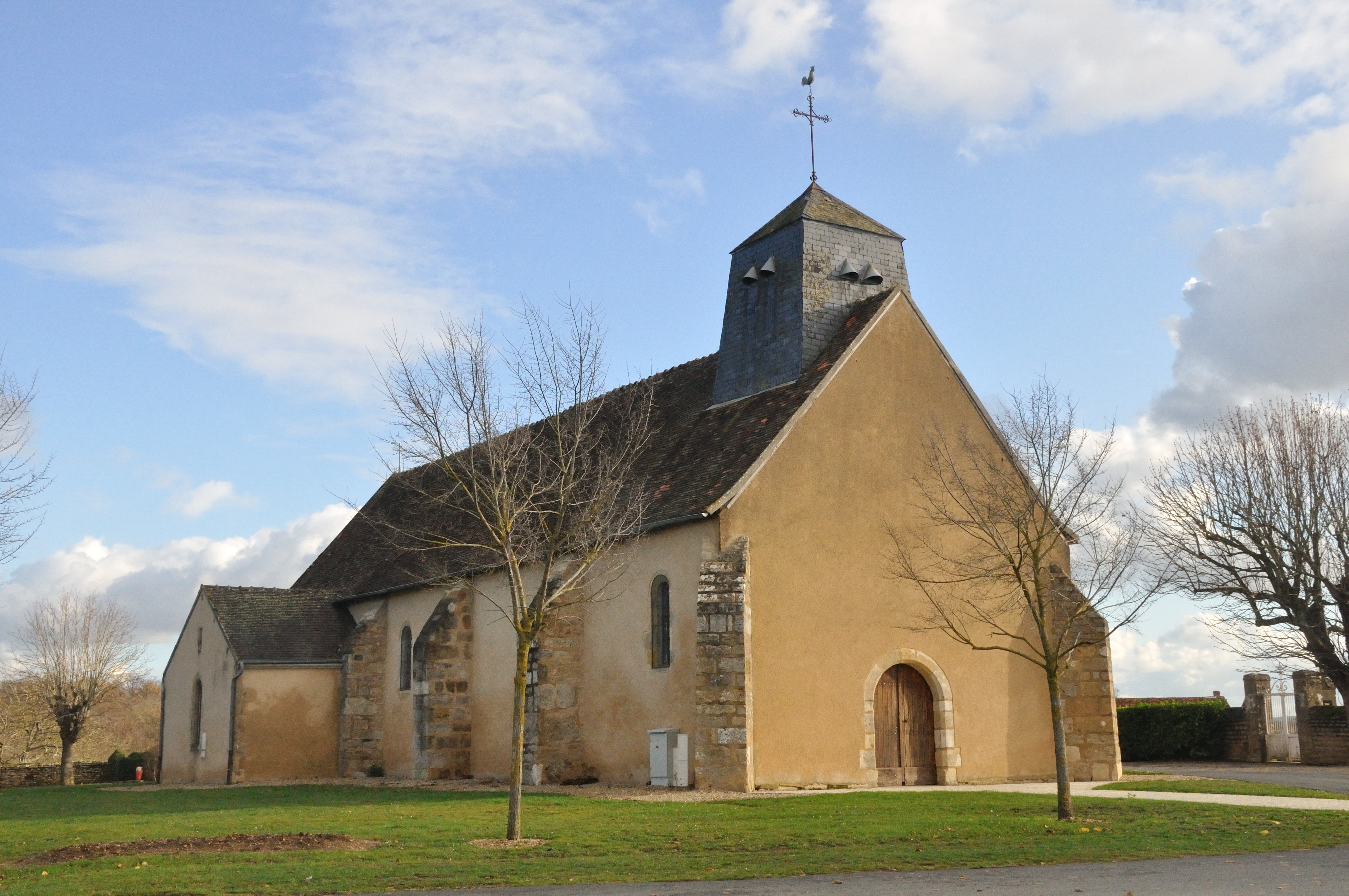
Kirche Saint-Pierre
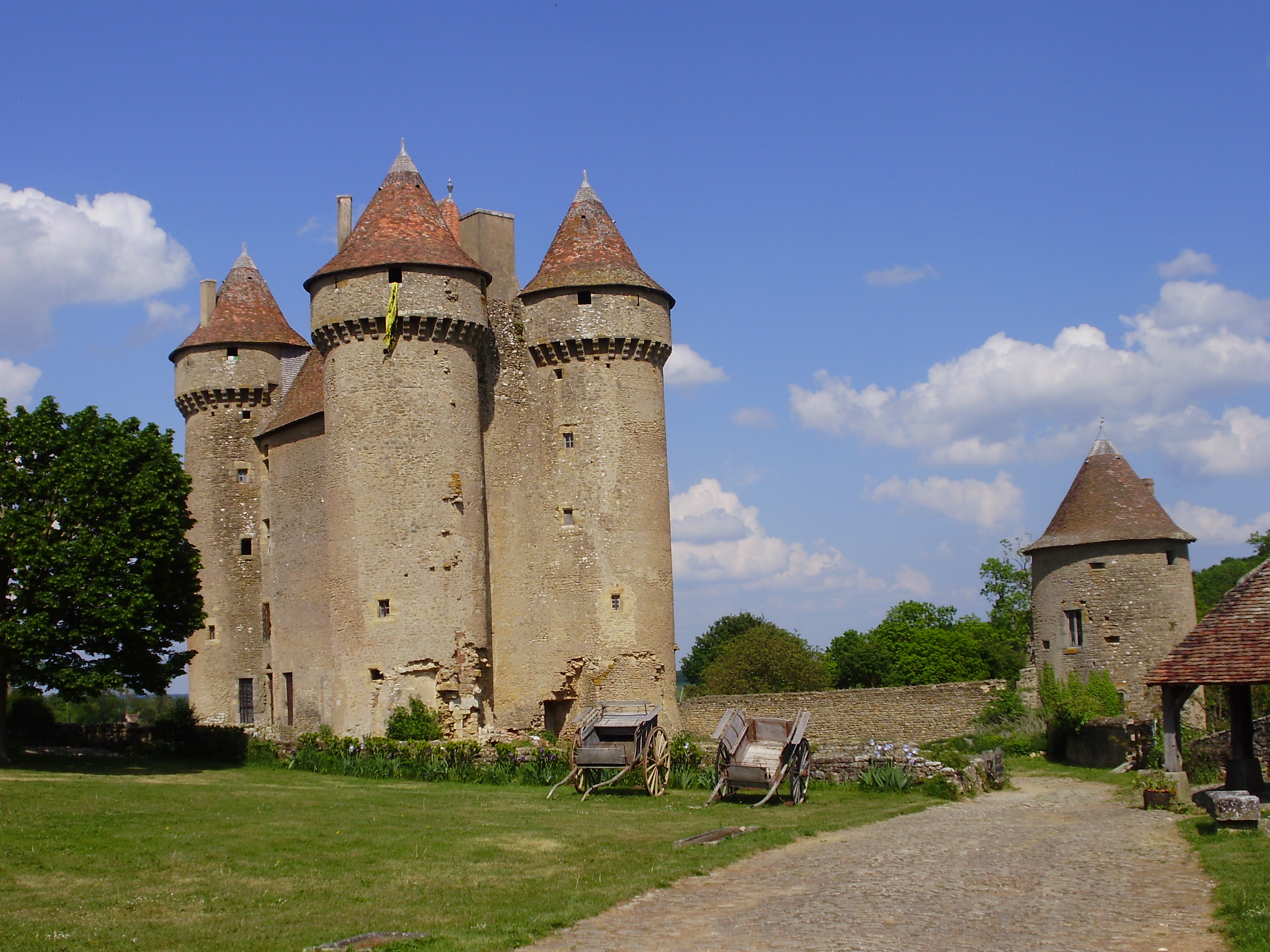
Burg Sarzay